# حركة الوفاق الوطني
حركة الوفاق الوطني هي حزب سياسي ثانوي في الجزائر. في انتخابات عام 2002، حصل على 0.2٪ من الأصوات. اعتبارًا من أوائل العقد الأول من القرن الحادي والعشرين، كان لديه عضو واحد في البرلمان. في انتخابات الجمعية الوطنية الشعبية انتخابات التي جرت في 17 مايو 2007، فاز بـ2.14٪ من الأصوات و4 مقاعد من أصل 389 مقعدا.